# Universidad Juárez del Estado de Durango
La Universidad Juárez del Estado de Durango (UJED) (llamada también La máxima casa de estudios en el estado de Durango), es una institución educativa pública de nivel superior, creada en el año 1856, localizada en el estado de Durango.

## Historia

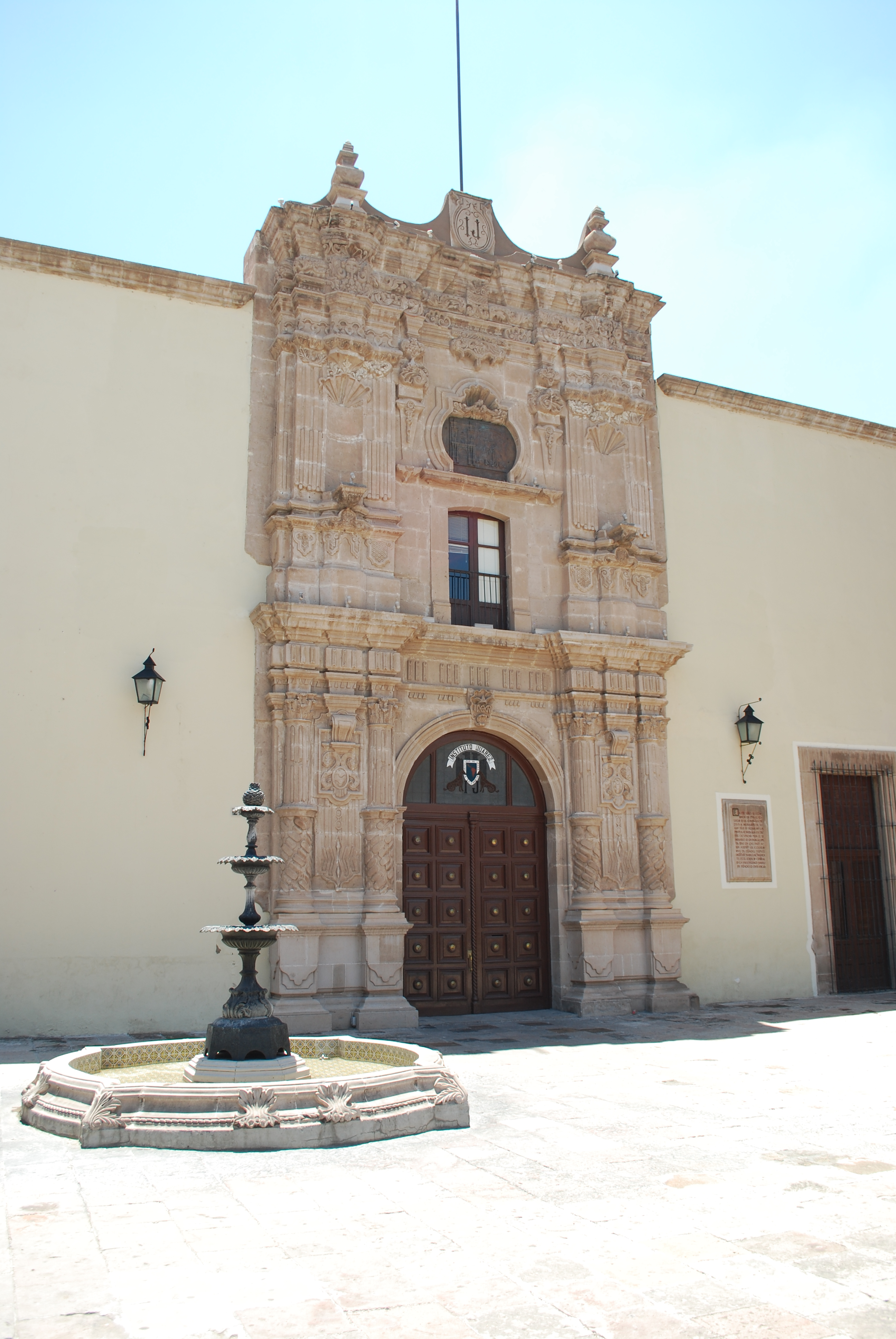
Esta antigua iglesia jesuita es ahora el edificio principal de la Universidad Juárez del Estado de Durango en la Plaza de los Fundadores en Victoria de Durango, México.

En 1856 el Lic. José de la Bárcena fundó el Colegio Civil del Estado y ocupó el actual Edificio Central de la Universidad el 25 de enero de 1860. Su Lema original fue Virtuti et Merito. En 1773 se remodeló el edificio que hoy ocupa y fue ocupado por el Seminario Conciliar hasta el año de 1859 en que fue clausurado.
De origen, esta institución estuvo preñada por una concepción religiosa del mundo, pero también del espíritu vivaz y crítico que dentro del pensamiento religioso representaron los jesuitas. Toda la segunda mitad del siglo XIX se refleja en la educación la pugna de la Iglesia y el Estado, ya que si bien el Colegio Civil se creó como alternativa al Seminario Conciliar, donde se formaban Eclesiásticos y Abogados, esto se hizo cercenando al Seminario algunas de sus cátedras y buena parte de su biblioteca así como los Académicos que habían sido fruto de aquellos claustros del Seminario.
En 1872 al morir Benito Juárez, los alumnos y maestros solicitaron al Gobierno y este accedió a cambiar el nombre de Instituto del Estado, por el de Instituto Juárez. Sus colores originales que la identifican son el rojo y el blanco. En el año de 1900 marca un momento importante en la vida de la institución, con la creación de la primera Sociedad de Alumnos del Instituto Juárez, quien definió como su objetivo la adquisición de todo tipo de conocimientos.
Hacia el año de 1938 con su incorporación en la Universidad de México, adopta el lema "Por mi Raza hablará el espíritu", su escudo actual, y en forma no oficial la influencia de los colores azul y oro, elementos todos de la Universidad Nacional Autónoma de México, a la cual, como se dijo, está incorporada la UJED.
A principios del año de 1957 el Instituto Juárez solo contaba en su haber con las Escuelas de Derecho, Preparatoria, Comercial Práctica, Enfermería, Música y Pintura. El 21 de marzo de 1957 el gobernador del Estado, el Lic. Francisco González de la Vega, publicó un decreto por el cual, el Instituto Juárez se eleva a la categoría de Universidad, llamándose desde entonces Universidad Juárez del Estado de Durango.
Algunos factores que determinaron el cambio de Instituto Juárez a Universidad, fueron: la necesidad del Estado de promover la producción socioeconómica, así como evitar la fuga de cerebros hacia otros estados más desarrollados, logrando así un mayor arraigo de los profesionistas en el estado.[cita requerida]
Con el rango de Universidad se crearon las Escuelas de Medicina, Contaduría y Administración, y la de Medicina Veterinaria, con lo que se abría a nuevos campos del saber y a profesiones científicas con las que aún no se tenía contacto.
Por decreto de fundación, la UJED nació definida como corporación pública que tiene como fines la docencia e investigación científica y la difusión de la cultura. Define de igual forma la Ley Orgánica de la UJED, que la institución esta íntegramente al servicio de la sociedad, de acuerdo con un elevado sentido ético y de servicio social.

## Investigación

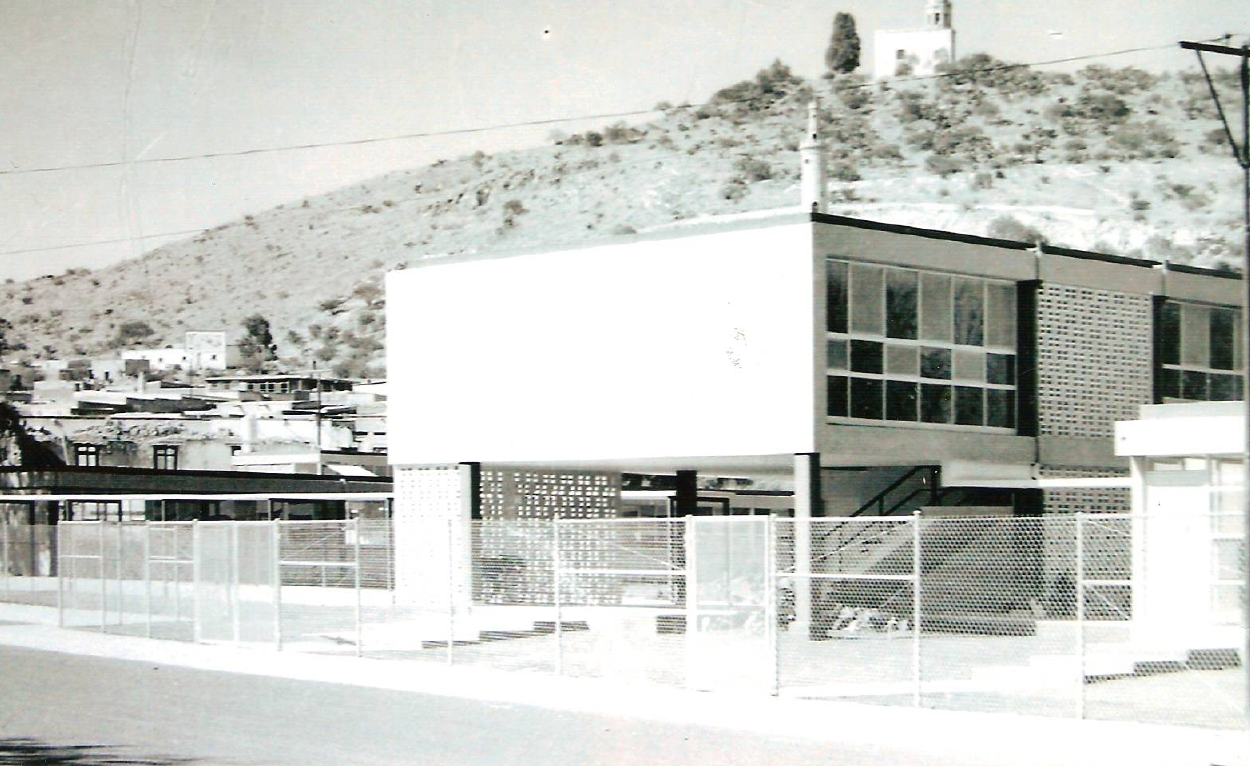
La Escuela de Odontología abrió en 1974. El Dr. Guillermo Peschard fue el primer director de la facultad.
La investigación no dejó de ser poco más que un renglón en el papel hasta 1970 en que se creó el Instituto de Investigación Científica de la UJED, con autonomía académica en su estructura orgánica que le permitió un desarrollo fundamental junto con otras escuelas, facultades y otros institutos de investigación de la propia Universidad.
Si bien la Universidad Juárez del Estado de Durango, ha tenido un desarrollo real desde su creación hasta la fecha, su crecimiento ha sido sin duda alguna lento, comparativamente con otras instituciones más jóvenes y debido al incremento de la oferta educativa en el estado.
En el caso particular de la UJED, se inició desde 1988 un proceso de reforma que pretende preparar a la institución para asumir el reto de la modernidad y en forma decidida participar activamente en la nueva sociedad que se está formando actualmente.
La reestructuración y reforma de la Institución, se enfrenta a un gran número de limitantes que impiden efectuar los cambios con la celeridad que sería deseable. Los programas de reformas de la UJED se consideran positivos, en el sentido de que propician un mejoramiento de la educación en el estado y dan una respuesta a las demandas de la población.

## Facultades y Escuelas
La UJED tiene 19 facultades y escuelas que imparten los cursos académicos oficiales y emiten las titulaciones. La universidad cuenta con una extensión ubicada en Gómez Palacio.
En el siguiente listado se enumeran las facultades y escuelas por orden alfabético.
- Facultad de Ciencias de la Cultura Física y Deporte
- Facultad de Ciencias Exactas
- Facultad de Ciencias Forestales y Ambientales
- Facultad de Ciencias Químicas
- Facultad de Derecho y Ciencias Políticas
- Facultad de Economía, Contaduría y Administración
- Facultad de Enfermería y Obstetricia
- Facultad de Medicina Veterinaria y Zootecnia
- Facultad de Medicina y Nutrición
- Facultad de Odontología
- Facultad de Psicología y Terapia de la Comunicación Humana
- Facultad de Trabajo Social
- Escuela de Lenguas
- Escuela de Pintura, Escultura y Artesanías
- Escuela Superior de Música

Unidad Gómez Palacio.
- Facultad de Agricultura y Zootecnia
- Facultad de Ciencias Biológicas
- Facultad de Ciencias de la Salud
- Facultad de Ciencias Químicas
- Facultad de Ingeniería, Ciencias y Arquitectura

## Alumnos notables
- Alexandro Martínez Camberos, poeta
- Ismael Hernández Deras, político
- Jorge Herrera Caldera, político
- Maribel Aguilera Cháirez, política
- Rodolfo Dorador Pérez Gavilán, político
- Guillermo Peschard Delgado, ortodoncista
- Mónica Palencia, política ecuatoriana